# إيفان غاريدو غونزاليس
إيفان غاريدو غونزاليس (بالإسبانية: Iván Garrido González) (2 فبراير 1990 في إسبانيا - ) هو لاعب كرة قدم إسباني في مركز الدفاع. لعب مع راسينغ فيرول.

## وصلات خارجية
- إيفان غاريدو غونزاليس على موقع قاعدة بيانات كرة القدم.إي يو (الإنجليزية)
- إيفان غاريدو غونزاليس على موقع قاعدة بيانات كرة القدم.إي يو (الإنجليزية)
- إيفان غاريدو غونزاليس على موقع Soccerway.com (الإنجليزية)
- إيفان غاريدو غونزاليس على موقع AS.com (الإسبانية)